# Shigella boydii
Shigella boydii là một vi khuẩn Gram âm thuộc chi Shigella. Giống như các nhóm khác của chi, S. boydii là một loại vi khuẩn không cử động, không tạo nha bào, vi khuẩn hình que có thể gây ra bệnh lỵ ở người thông qua ô nhiễm phân - miệng.
S. boydii là loài khác biệt nhất về di truyền thuộc chi Shigella. Có 19 loại kiểu huyết thanh (serotypes) của Shigella boydii. S. boydii bị giới hạn ở tiểu lục địa Ấn Độ.
Loài này được đặt theo tên của nhà vi khuẩn học người Mỹ là Mark Frederick Boyd.

## Sắp xếp bộ gen
- S. boydii chủng BS512 (huyết thanh loại 18; nhóm 1) có 1 nhiễm sắc thể và 5 plasmid.